# برایان روتنبرگ
برایان روتنبرگ (انگلیسی: Brian Rutenberg؛ زادهٔ ۱۸ سپتامبر ۱۹۶۵) نقاش اهل ایالات متحده آمریکا است.
وی همچنین برندهٔ جوایزی همچون برنامه فولبرایت شده‌است.